# Помен
 Тази статия е за обичая.  За селото в Североизточна България вижте Помен (село).  
Пòменът (в някои краища на България наричан пòнос, изнòс, изнòсване, стру̀ване, струвѝло) е задължително посещение на гроба на човек, извършвано през определени периоди от време след неговата смърт и съпроводено с определени ритуални действия. Свързано е с народните вярвания и с религията.
Помените са разположени във времето според устойчив цифров код. Те се правят на 3-тия, 9-ия, 20-ия и 40-ия ден от смъртта (третини, деветини, двайсетини и четирисе). След това – на 3-ия, 6-ия и 9-ия месец и при изтичане на първата година (връхнина или склопване). Най-тържествени са помените на четиридесетия ден и на едната година. После се правят само на нечетен брой години – 3, 5, 7 или 9.

## Християнство
Днес в основните християнски деноминации поменът се извършва от свещеник.
Православието учи, че за 40 дни душата на „представилия се“ изтърпява т. нар. „митарства“ и молитвата на неговите ближни е в негова помощ. Светите Отци на Църквата казват, че особено поменаването на Светата Литургия има голяма сила и значение за душата на починалия.
При помен в православната традиция се отслужва панихида (от гр. панихисъ-хидосъ - всенощно бдение, служба). Тя се извършва обикновено на 3-тия, 9-ия, 40-ия ден, понякога и на 3 и 6 месеца от смъртта и при всеки случай и годишнина след смъртта. Обичайно е помен да се прави в деня на Задушница.

## Българска народна традиция
По народни обичаи при помен се отива на гроба рано сутрин (поутрине, на разбуд) и той се полива с вода и вино. Палят се свещи. Близките раздават варено жито (коливо) и хляб/хлебчета (просфорки). На третините и деветините жените правят обредно опалване на гроба, забиват вретена, стръкове чесън или заравят варени яйца, за да се предотврати превъплъщението на мъртвия. На 40-ия ден става първото равняване на гроба; раздават се дрехите и пособията на мъртвия. Тогава според вярванията неговата душа напуска окончателно земята и се преселва в отвъдния свят. На 40-ия ден и на едната година се прави курбан и в зависимост от местната традиция се изяжда на гробището или в дома на покойния.
В отделни селища на Северозападна България съществува обичая помана – особен вид помен, който се извършва приживе. Стари хора, които нямат деца и близки роднини, си устройват помана, за да са спокойни, че след смъртта им „на оня свят ще им се види всичко“ и че душата им ще намери вечен покой. На място в близост до вода (извор, река) правят поминална трапеза, черпят поканените гости и им раздават пълен кат дрехи, като на помен на 40-ия ден. Според някои изследователи този обичай е съхранил реликти от древно „изпращане на старците“ в отвъдния свят, осъществявано насилствено.

## Будизъм
В будистките религиозни системи, особено в страни, където култът към предците е силен (Тибет, Китай, Монголия), помени се извършват до 49-ия ден.